# Disulfiram
Disulfiram (tetraetilltiuramdisulfid) je učinkovina, ki se uporablja za zdravljenje zasvojenosti z alkoholom.
Čim bolnik, ki so mu aplicirali to zdravilo, zaužije že manjše količine alkohola, nastopijo močne in neprijetne reakcije organizma, kot na primer zariplost, glavobol, mrazenje udov in slabost, pogosto nastopijo tudi motnje krvnega obtoka. Ti simptomi se pojavijo, ker disulfiram blokira aldehid-dehidrogenazo. Presnova etanola zatorej zastane na stopnji acetaldehida, ki nastane iz etanola s pomočo encima alkohol-dehidrogenaza. Acetaldehid je močno toksičen in izzove naštete reakcije telesa.
Zdravilo, ki vsebuje učinkovino disulfiram, je na trgu pod imenom Antabus ®.
Disulfirama ne smemo užiti do 12 ur po zadnjem uživanju alkohola. Pri zdravljenju se ne pojavi intoleranca; učinki postajajo tekom terapije močnejši. Spojina se počasi absorbira iz prebavne cevi ter se tudi počasi izloča iz telesa, zato učinki izzvenijo šele po okoli dveh tednih. 
Učinek disulfirama so ugotovili v 40. letih na Danskem v farmacevtski tovarni Medicinalco. Delavci, ki so zaužili disulfiram, ki je bil namenjen zdravljenju zajedavskih bolezni, so opazili resne simptome po zaužitju alkohola.
Slabost disulfirama in podobnih učinkovin je v tem, da jih smemo dajati le pod strogim strokovnim nadzorom in terapija običajno ni uspešna, saj velika večina bolnikov preneha z jemanjem ter začne uživati alkohol. Tudi pri rednem jemanju zdravila bolniki običajno ne opustijo alkohola.